# بدر ميرزا حسين

## مسيرته كلاعب
بدأ بدر ميرزا حسين مسيرته الرياضية مع نادي الجزائر في عام 1976 واستمر معه لمدة عام. ثم انتقل إلى النادي الأهلي البحريني في عام 1978، حيث قضى معه عشرين عامًا مليئة بالإنجازات حتى عام 1998. خلال مسيرته مع الأهلي، احترف أيضًا في نادي الريان القطري في عام 1995.
شارك بدر في المنتخب الوطني البحريني من عام 1980 حتى 1993، حيث كان له دور بارز في تحقيق العديد من الانتصارات.

### البطولات المحلية
حقق بدر ميرزا حسين مع النادي الأهلي البحريني 10 بطولات دوري و10 بطولات كأس، مما يعكس تفوقه ومهارته في كرة اليد.

### البطولات التنشيطية
فاز بدر في 6 بطولات تنشيطية متنوعة، مما أضاف إلى خبرته وزاد من مهاراته كلاعب.

### البطولات الخارجية
حصد مع النادي الأهلي بألقاب بطولة دول مجلس التعاون الخليجي للاأندية أبطال الكؤوس لكرة اليد في الأعوام 1989، 1991، 1994، و1996.

### الإنجازات الشخصية
تميز بدر ميرزا حسين بتحقيقه عدة ألقاب شخصية، منها:
- أفضل لاعب في دورة الألعاب العربية 1985.
- هداف دورة الألعاب العربية 1985.

## مسيرته كمدرب
بعد اعتزاله اللعب، بدأ بدر ميرزا حسين مسيرته التدريبية في عام 1998 مع نادي باربار، حيث تولى تدريب الفريق الأول وفئة الشباب.

### الأندية التي دربها
خلال مسيرته كمدرب، عمل بدر مع عدة أندية بارزة في البحرين، وهي:
- باربار
- الاتفاق
- التضامن
- الشباب
- الاتحاد
- توبلي
- البحرين
- الأهلي

### الإنجازات كمدرب
حقق بدر ميرزا حسين عدة إنجازات كمدرب، منها:
- بطولة الدوري مع فريق الأهلي.
- بطولة الكأس مع فريق الأهلي.
- المركز الثالث في بطولة آسيا مع فريق الأهلي في الأردن.
- تحقيق المركز الثالث مع نادي باربار.
- تحقيق بطولة الدوري والكأس لموسمين لفئة الشباب مع فريق باربار.
- تطوير الأندية التي أشرف على تدريبها وتحسين مراكزها ومستواها، مما ساهم في رفع مستوى كرة اليد في البحرين.